# Actéon
Souostroví Actéon jsou neobydlené ostrovy v Tichém oceánu v souostroví Tuamotu. Území je součástí Francouzské Polynésie.

## Popis
Souostroví tvoří čtyři neobydlené atoly Matureivavao , Tenarunga, Vahanga a Tenararo. Nachází se 245 km severozápadně od Gambierových ostrovů, ke kterým náleží administrativně, a 1 375 km jihovýchodně od Tahiti.
| atol         | rozloha (km²) | souřadnice                        |
| ------------ | ------------- | --------------------------------- |
| Matureivavao | 3,96          | 21°38′24″ j. š., 136°24′4″ z. d.  |
| Tenarunga    | 4,25          | 21°27′40″ j. š., 136°44′10″ z. d. |
| Vahanga      | 3,82          | 21°28′34″ j. š., 136°38′53″ z. d. |
| Tenararo     | 2,72          | 21°27′40″ j. š., 136°44′10″ z. d. |
| celkem       | 14,75         |                                   |

## Historie
Souostroví poprvé zaznamenal portugalský mořeplavec Pedro Fernandes de Queirós v letech 1605-06, pojmenoval ho Làs Cuatro Coronadas a jeho polohu stanovil značně nepřesně. První jednoznačná zmínka pochází teprve z roku 1833 od mořeplavce Thomase Ebrilla, který se k němu přiblížil na své obchodní lodi Amphitrite, poté v roce 1837 od kapitána Lorda Edwarda Russella, který připlul na své vojenské lodi HMS Acteon a podle ní souostroví pojmenoval.
O pozemky se od roku 2021 vede majetkový spor mezi katolickou církví, zastoupenou představenstvem Katolické misie Tahiti při arcidiecézi Papeete, která se stala jejich vlastníkem na základě vydržení po třiceti letech opečovávání, a obyvateli atolů Tureia a Nukutavake, kteří toto neobydlené souostroví příležitostně navštěvovali a tradičně využívali.

## Fauna a flóra
Skupina atolů má vzácnou a chráněnou ptačí faunu, která představuje pouze 200 jedinců velmi ohroženého druhu Erythroptera Gallicolombes a 900 jedinců Prosobonia parvirostris.